# Classe Aung Zeya
La frégate de classe Aung Zeya est une classe de frégate exploitée par la marine birmane.

## Historique
L'UMS Aung Zeya (F-11) est la frégate de tête et la seule de cette classe de la marine birmane. Elle a été construite localement avec l'assistance technique de la marine indienne. Elle porte le nom d'Alaungpaya, roi de Birmanie et fondateur de la dynastie Konbaung.
Les appareils électroniques tels que les radars proviennent de l'Inde (Indian Balat Electronics) et de la Chine .
Le missile de défense aérienne est équipé d'une version dérivée du 9K32 Strela-2 développé comme système de missile de défense aérienne portable, dans un lanceur dédié à 6 tubes. Par conséquent, la capacité de défense aérienne est considérée comme inférieure aux frégates des pays qui ont été actifs ces dernières années.
Le missile antinavire Kh-35 est lancé par deux tubes de lancement jumeaux installés entre la structure du pont et la cheminée. Le canon d'artillerie navale  est un Otobreda 76 mm Tanso pistolet à tir rapide. Le système de commande de tir est équipé d'un radar 347G de fabrication chinoise, qui est également utilisé comme système d'arme rapproché (CIWS).
| Nom       | N° de série | Photo | Constructeur           | Lancement | Mise en service |
| --------- | ----------- | ----- | ---------------------- | --------- | --------------- |
| Aung Zeya | F 11        |       | Myanmar Naval Shipyard | 2008      | 2010            |

## Galerie

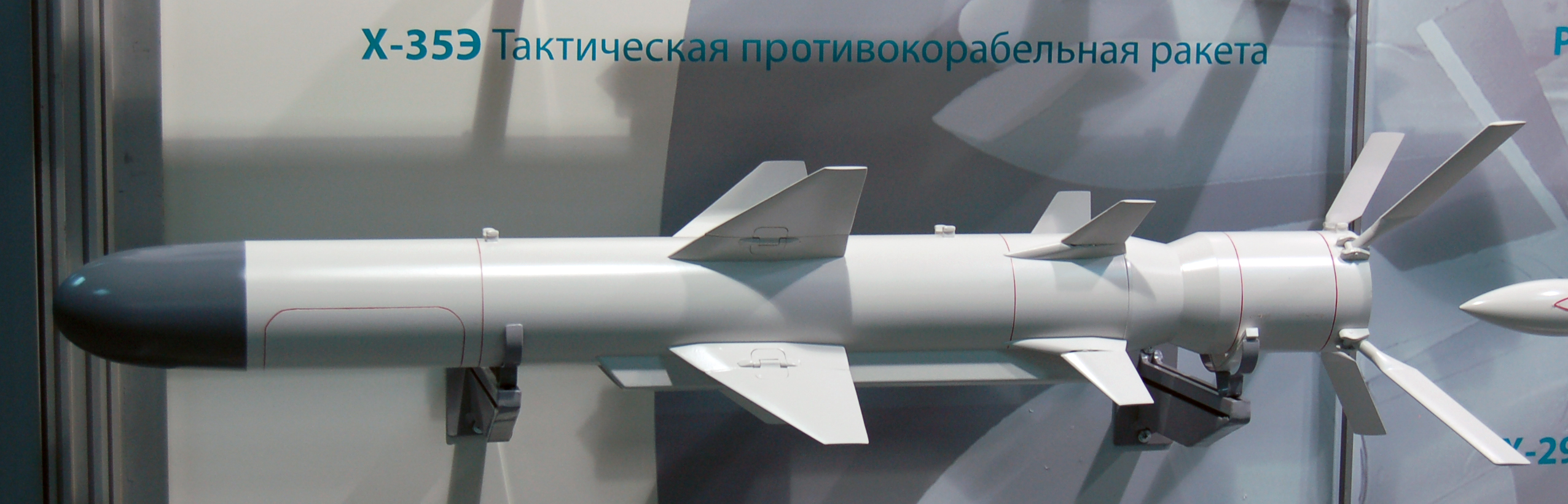
Missile Kh-35
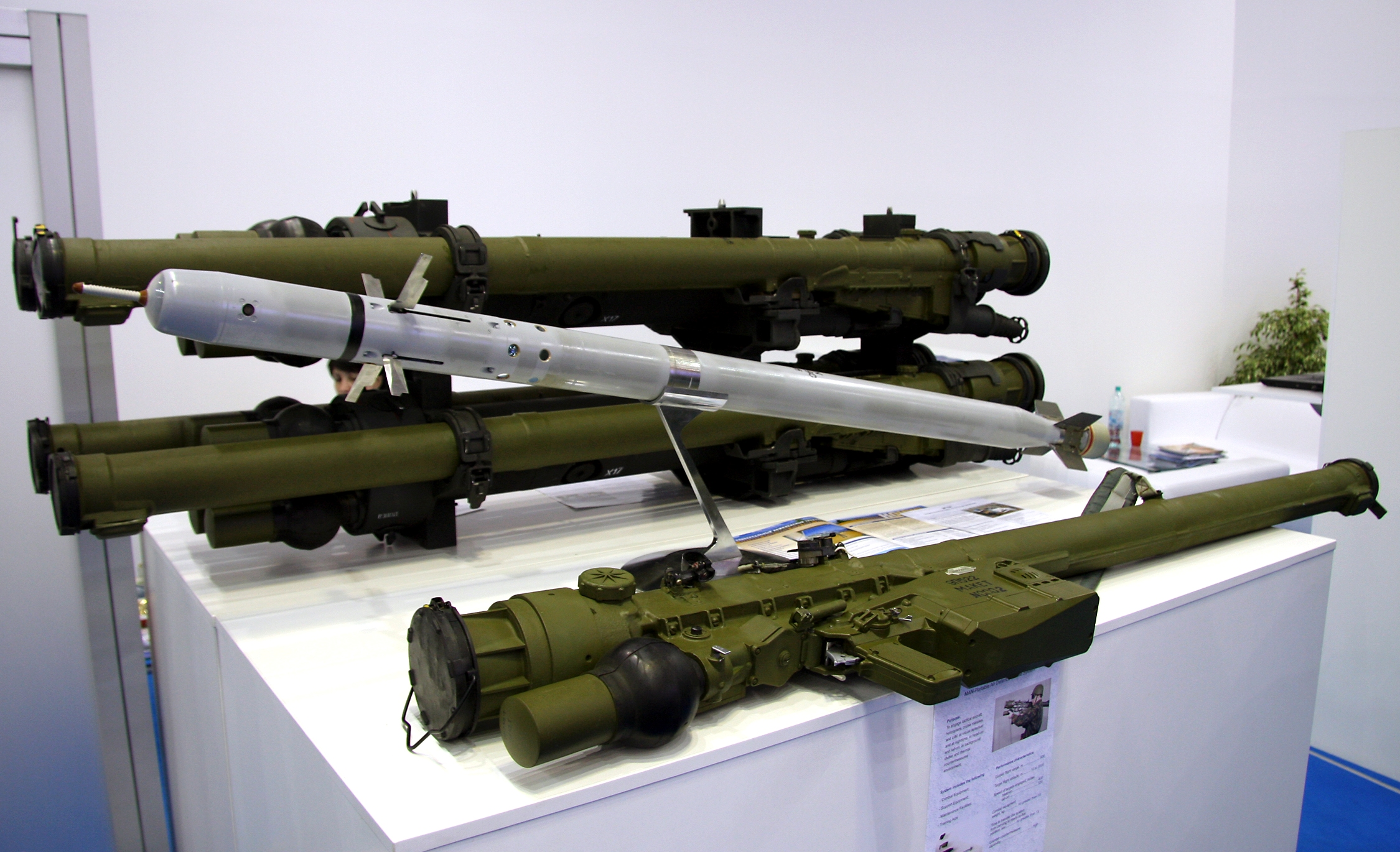
Missile Igla avec lanceur
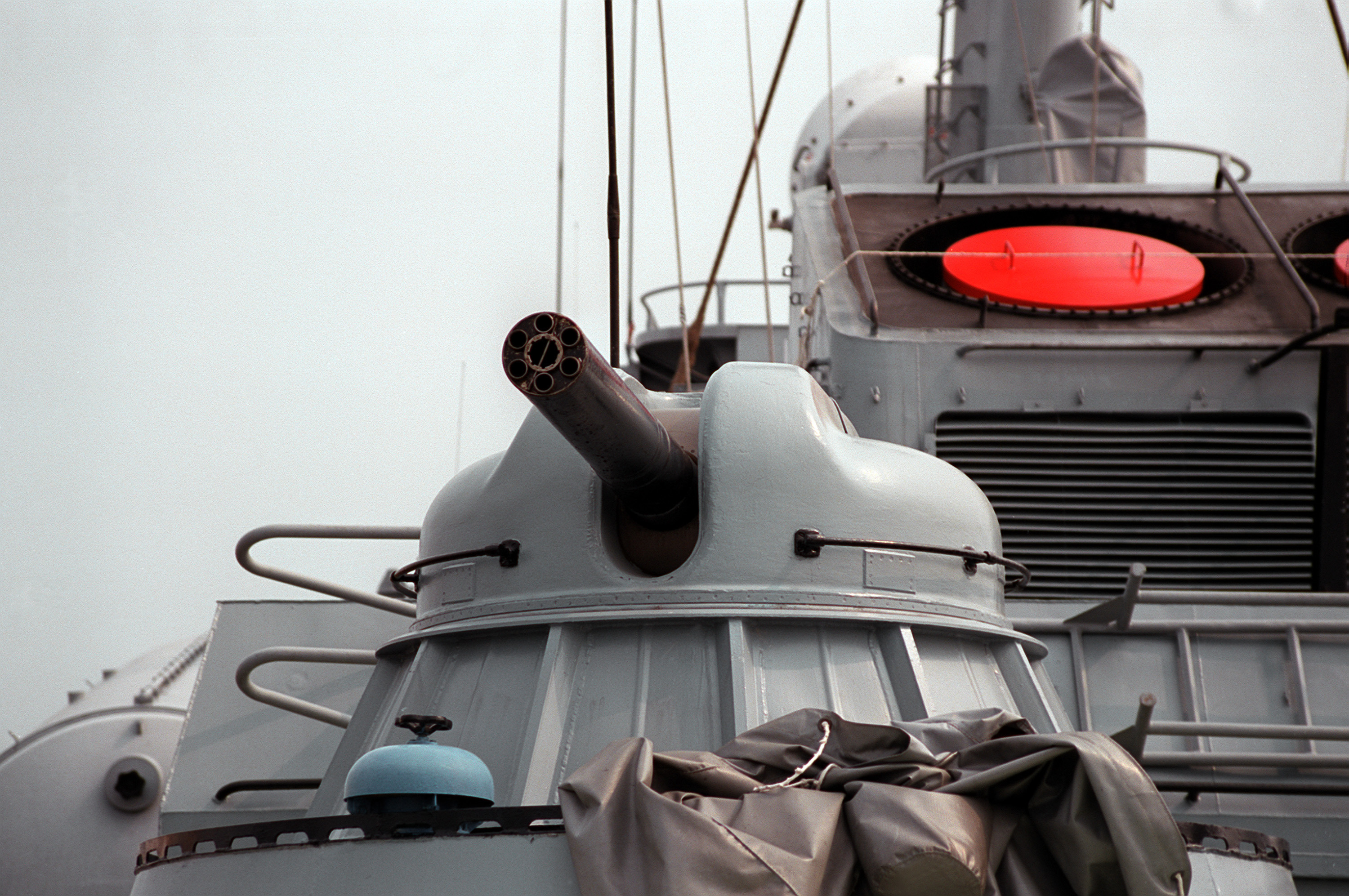
Canon 30 mm AK-630
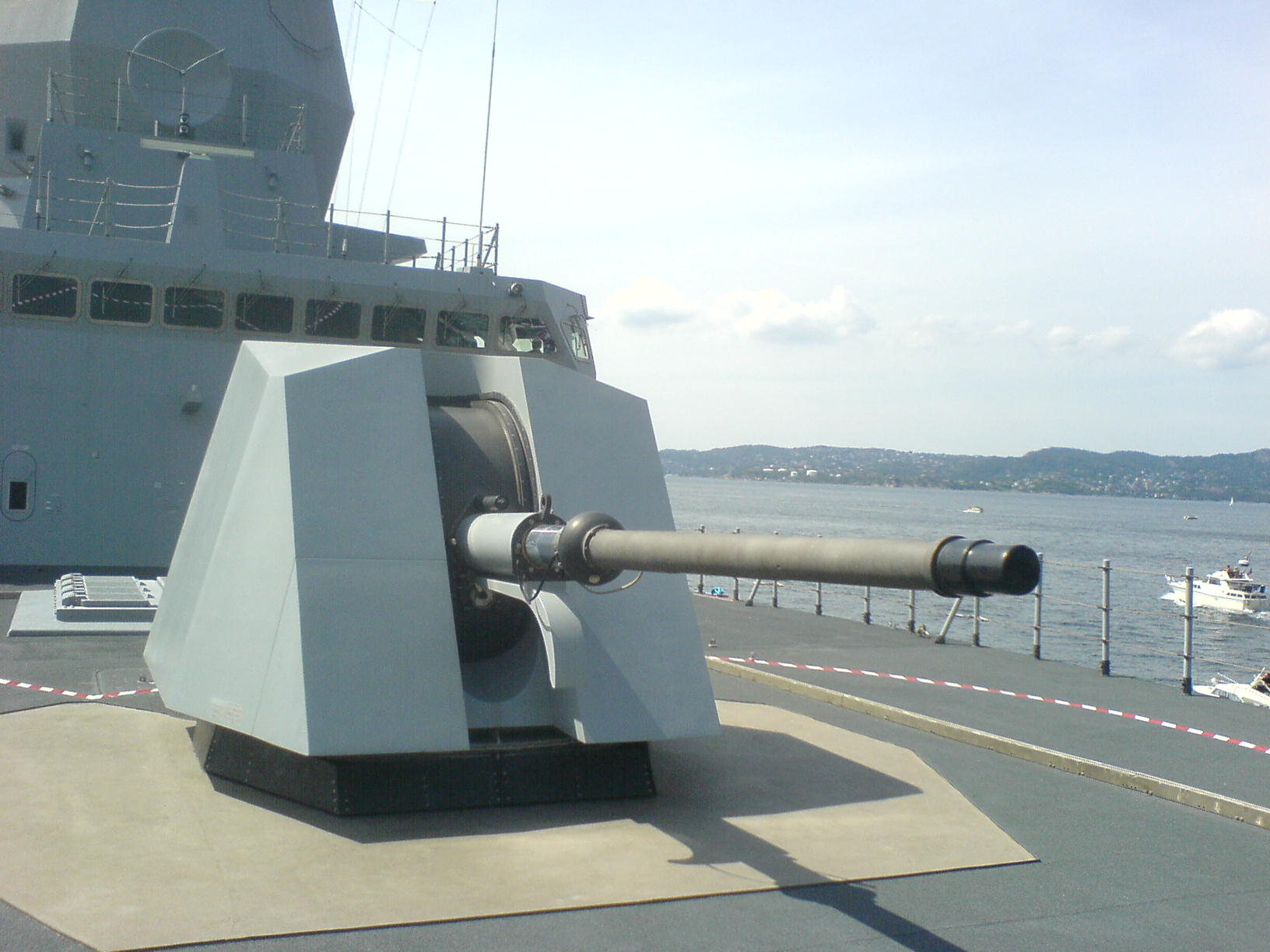
Otobreda 76 mm